# كلاتة ميزاتقي
كلاتة ميزاتقي (بالفارسية: کلاته میزاتقی) هي قرية تقع في قسم كاخك الريفي في إيران.